# Abraham Whistler
 (avril 2020).
Si vous disposez d'ouvrages ou d'articles de référence ou si vous connaissez des sites web de qualité traitant du thème abordé ici, merci de compléter l'article en donnant les références utiles à sa vérifiabilité et en les liant à la section « Notes et références ».
Pour les articles homonymes, voir Whistler.
Abraham Whistler est un personnage fictif de la série Blade (Marvel Comics).  Il est un chasseur de vampires et le mentor de Blade. Le scénariste David Goyer l’a créé pour le film Blade sorti en 1998, dans lequel il est joué par Kris Kristofferson. Le personnage est cependant apparu pour la première fois sur l’écran dans un épisode de Spider-Man, l'homme-araignée (Spider-Man: The Animated Series) avec la voix de Malcolm McDowell. Il est apparu dans les comics après le dessin animé et les films, et apparaît en 2006 dans la série télévisée Blade (Blade: The Series).

## Biographie fictive

### Dans les films
Dans le premier film, il est révélé que Whistler a perdu sa femme et ses deux filles à la suite d’un assaut par un vampire qui était arrivé à leur maison sous les traits d'un vagabond. Whistler a été battu et torturé, étant forcé à choisir qui de sa famille mourrait en premier. Ces événements ont formé sa haine des vampires et sa mission d’en détruire autant qu’il pourrait. Whistler est un expert en armements et maître de plusieurs arts martiaux, ayant créé beaucoup d’armes pour Blade. Quand il a découvert ce dernier, alors âgé de 13 ans, il était un sans-abri, il l’a pris sous son aile. Se rendant compte qu’il était à demi-humain et qu’il lui manquait les faiblesses normales des vampires à l’exception de sa soif, il a développé un sérum qui l’empêche d’avoir soif de sang.
Deacon Frost, un vampire ambitieux que Whistler et Blade ont traqués, a localisé leur base et attaqué Whistler, l’infectant du vampirisme. Après avoir informé Blade du projet de Frost de ressusciter un dieu vampire, Whistler se suicide, considérant que sa mort est un meilleur sort que de devenir un vampire.
Il est dévoilé dans le deuxième film que Whistler a succombé au virus du vampirisme et a donc survécu. Il a alors été enlevé par une autre bande de vampires qui l’ont amené en République tchèque. Tuant tous les vampires qui étaient responsables de sa mort sauf un, Blade le sauve, l’emmenant à Prague et l’injectant avec son « remède ». Plus tard dans le film, c’est Whistler qui découvre la véritable origine du virus des « Reaper ». Whistler a failli être tué par un membre du Bloodpack nommé Chupa (joué par Matt Schulze), mais gère pour le vaporiser avec des phéromones des Reapers, attirant ceux-ci qui se nourrissent alors de Chupa. Whistler a failli tuer le dirigeant, Reinhardt (joué par Ron Perlman), mais bat le vampire inconscient. Blade tue alors Reinhardt avant la fin du film en le coupant en deux avec son sabre.
Dans le troisième film, Blade est poursuivi pour le meurtre de plusieurs humains (qui étaient en fait des familiers et utilisés comme appâts). Blade, maintenant sous l’œil public et recherché par le FBI, est chassé. Dans une attaque sur leur nouvelle cachette, Whistler règle le mécanisme de destruction et meurt en apparence dans une explosion. Il n’a pas été revu par la suite.
Whistler a engendré une fille hors mariage. Cette fille, c'est Abigail Whistler qui a finalement retrouvé son père biologique et a demandé à être entraînée comme un chasseur de vampires. Whistler l’a entraînée, bien qu’il l’ait fait séparément de Blade qui était totalement ignorant du fait que Whistler avait eu d'autres protégés que lui. Whistler a aussi mis Abigaïl en tête d’une de plusieurs unités de Nightstalkers qu’il a secrètement fondées. On suppose que ces unités ont été établies parce qu’un homme (ou demi vampire) ne suffit pas pour détruire une espèce entière. Aussi, puisque Blade n’est pas immortel, Whistler n’a pas voulu pas que la guerre meure avec lui.

### Dans la série téléviséeBlade
Dans Blade (Blade: The Series), qui a lieu après Blade: Trinity, les scénaristes sont allés plus profondément dans l'histoire de Whistler. Dans l’épisode « Sacrifice », nous apprenons que Whistler a commencé à boiter à cause du jeune Blade, qui s’est échappé de la maison de son père et cassé la jambe de Whistler dans une tentative de le quitter. Le père de Blade a appelé Whistler sur les conseils d’un policier serviable, et Whistler l’a testé et découvert qu’il n’était pas un vampire normal. Il a demandé au père de Blade de lui donner le garçon pour l’utiliser comme une arme contre les vampires, mais Blade s’est sauvé avant qu'une décision soit prise.  Après que Blade a joint et transformé en vampire un gang de rue appelé « Les Mauvais Sangs », Whistler l’a trouvé et a du massacrer plusieurs membres de la bande avant de prendre Blade sous son aile.

### Dans la continuité des comics
Abraham Whistler prend sa place dans la continuité du comics, place incertaine puisqu’il avait été créé pour les films. Aussi, le comics a établi Jamal Afari comme le tuteur de l’enfant Blade quand il est finalement devenu un vampire forçant Blade à le tuer.
Whistler pourrait être lâchement[Quoi ?] basé sur « Bible John » Carik, un personnage apparaissant dans la série Blade en 1994-95.  Bible John, qui n’étant pas exactement le mentor de Blade, il a servi de conseiller de même qu’une source d’armes et d’informations exotiques sur la tradition des vampires. Bible John a aussi les cheveux longs, l’apparence désinvolte comme Whistler est peint par Kris Kristofferson mais il est couvert de la tête aux pieds avec un tatouage représentant un crucifix.